# Берлінське вище ветеринарне училище

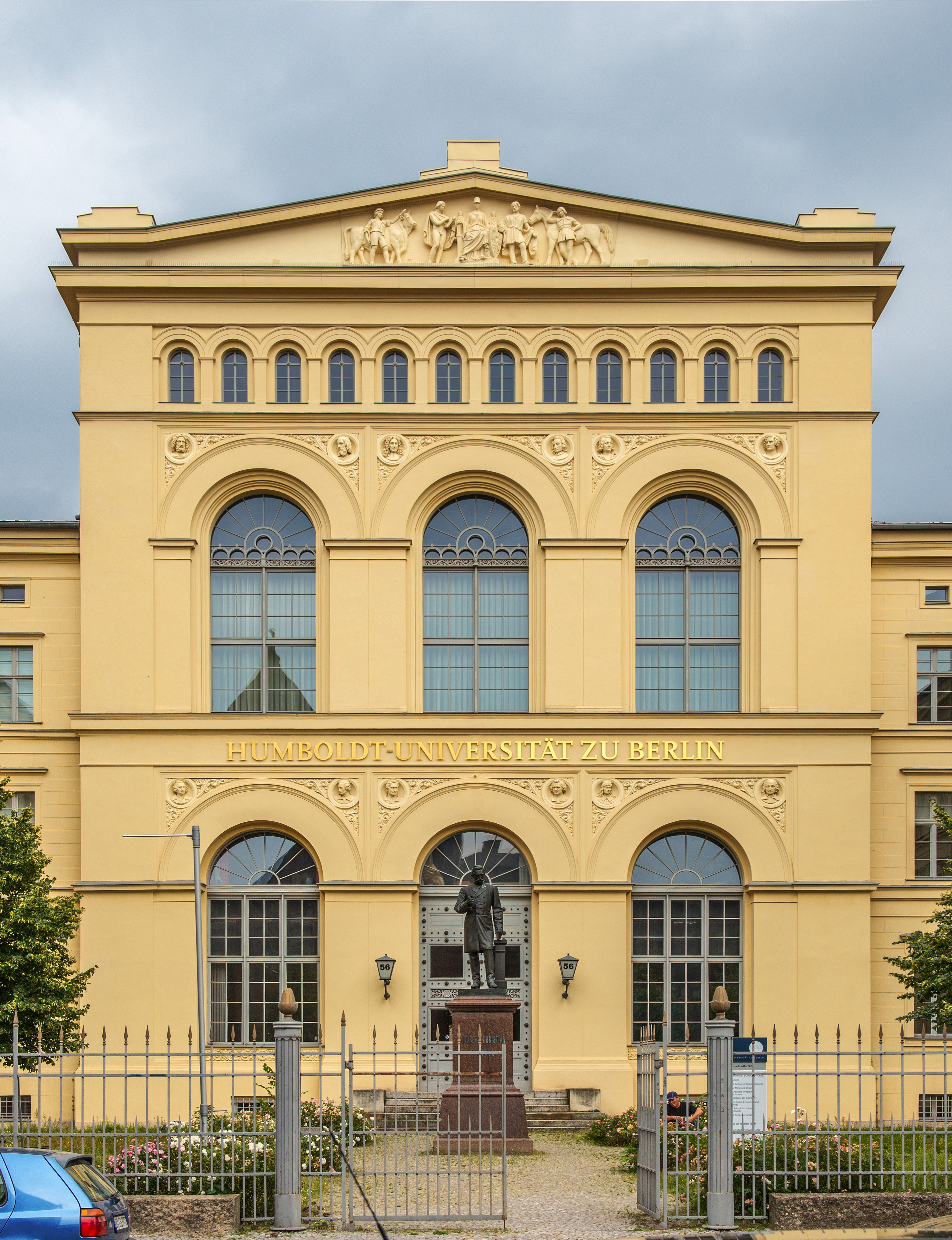
Будівля колишнього училища.

Берлінське вище ветеринарне училище (нім. Tierärztliche Hochschule Berlin) — колишній навчальний заклад Берліна.

## Історія

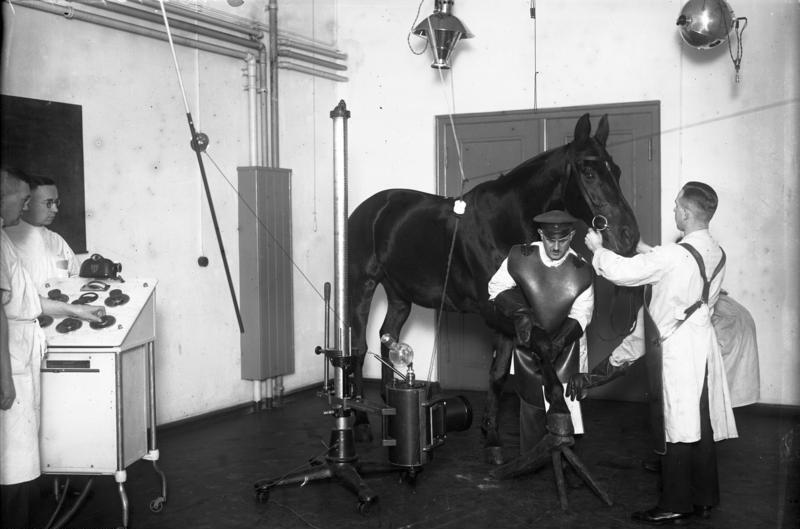
Проведення операції в училищі (1929).

Заклад був заснований в 1790 році як Королівське ветеринарне училище. Викладання проводилося в анатомічному театрі, створеному Карлом Готтардом Ланґгансом. В 1887 році училище було перетворене на Королівське вище ветеринарне училище. З 1934 року училище діяло як сільськогосподарський і ветеринарний факультет мережі берлінських університетів, з 1937 року — як ветеринарний факультет університету Фрідріха-Вільгельма. В 1992 році він був об'єднаний з ветеринарним факультетом Вільного університету Берліна.